# Arthur Cayley
Arthur Cayley (Richmond, 1821. augusztus 16. – Cambridge, 1895. január 26.) brit matematikus
Már gyermekként is örömét lelte összetett matematikai problémák megoldásában. Később a Cambridge-i Egyetem Trinity College-ába került, ahol a matematika mellett a görögből, franciából, németből és olaszból is remekelt.
14 éven keresztül mint ügyvéd praktizált, azonban ezalatt mintegy 250 matematikai cikket publikált, majd később a cambridge-i egyetem professzoraként további 650-et.
Ő volt a mátrixszorzás bevezetője, ennek alkalmazásával be tudta bizonyítani a Cayley–Hamilton-tételt. Elsőként definiálta a csoport fogalmát a mai modern formájában.

## Fiatal évei
Már korán nagy érdeklődést mutatott a számok iránt. 14 évesen a King’s College diákja lett, ahol a tanárai felfedezték rajta a matematikai zsenialitás jeleit, s azt tanácsolták szüleinek, hogy ennek megfelelően taníttassák.

## Tanulmányai
Fiatalon, 17 évesen kezdte meg tanulmányait a cambridge-i Trinity College-ban, s a Cambridge Mathematical Journal-ba már 20 évesen 3 cikket publikált, melyeknek témáit Lagrange és Laplace munkássága ihlette. Egyetemista éveit a senior wrangler cím és az első Smith-díj elnyerésével koronázta meg. Ezt követően megszerezte az MA diplomát, és elnyert egy ösztöndíjat. Ezután még az egyetemen maradt 4 évig, mely idő alatt oktatott pár diákot, de fő tevékenysége a Mathematical Journal-be írandó 28 tanulmányának előkészítésére szorítkozott.

## Ügyvédként töltött évei
Az ösztöndíj lejártával Cayley-nek is pénzkereső tevékenység után kellett néznie, s ő – De Morganhoz hasonlóan – a jogot választotta, s így 25 évesen beiratkozott a londoni Lincoln's Inn-be. A matematikát ezen időszak alatt sem hanyagolta el, előfordult, hogy egy fontos jogi vizsga előtt Dublinba utazott csak azért, hogy hallhassa Hamilton előadásait a kvaterniókról. Az ügyvédként töltött évek sem teltek hasztalanul a matematika szempontjából, hisz a 14 éves pályafutás alatt több mint 200 cikket publikált.

## Professzori évei
42 évesen elnyerte a Cambridge-i Egyetem Lady Sadler-ről elnevezett professzori székét, amelyet még a Lady hozatott létre saját vagyonából az elméleti, tiszta matematika fejlesztésének céljára. Cayley tehát feladta a sikeres praxist egy szerényebb fizetésért, azonban nem bánta meg a váltást, hiszen a professzori állás végre véget vetett a megosztottságnak az életében, végre ismét a matematikának szentelhette magát teljes egészében. 1876-ban publikálta egyetlen könyvét, Elliptic Functions címmel.
1872-ben a Trinity College címzetes tagja, 1875-től pedig rendes tagja.
Cayley híressé vált arról is, hogy számos módon próbálta elősegíteni a nők egyetemi tanulmányait, mind oktatás terén, mind a Newnham College – Cambridge nők számára alapított intézménye – bizottsági tagjaként.

## Kitüntetései
1881-ben a Baltimore-i Johns Hopkins Egyetemtől meghívást kapott egy előadássorozat tartására, melynek címe az Abelian and Theta Functions volt.
1882-ben abban az elismerésben lett része, hogy a British Association for the Advancement of Science elnöke lehetett, s a southporti találkozó kapcsán elmondott nyitóbeszéde olyan sikeres lett, hogy nem csak a világ összes matematikusát, hanem a filozófusokat is megszólította.
1889-ben a Cambridge-i Egyetem nyomdája felkérte, hogy készítse elő az addig publikált cikkeit arra, hogy azok egy összegyűjtött, rendezett formában is megjelenhessenek. Az összesen 13 kötetes könyvsorozatból, mely 967 cikket tartalmaz, 7 Cayley saját szerkesztése alatt jelent meg. A kötetek szerkesztése közben már egy súlyos betegségtől szenvedett, melybe 1895. január 26-án, 74 éves korában belehalt. 
A könyvsorozat fennmaradó elemeit a professzori székben őt követő Forsyth professzor szerkesztette.

## A nevét viselő fogalmak
- Cayley-tétel,
- Cayley–Hamilton-tétel,
- Grassman–Cayley-algebra,
- Cayley–Menger-determináns,
- Cayley–Dickson-konstrukció,
- Cayley-gráf,
- Cayley-táblázat,
- Cayley–Purser-algoritmus,
- Cayley-formula